# Saison 24 de Doctor Who, première série
Chronologie
Saison 23 Saison 25
Cet article présente les épisodes de la vingt-quatrième saison de la première série de la série télévisée Doctor Who. Diffusée entre septembre et décembre 1987, elle marque la première apparition du Septième Docteur, mais aussi la dernière apparition de Mel Bush, jouée par Bonnie Langford. Elle est remplacée par Ace (Sophie Aldred) à la fin de cette saison.

## Distribution
- Sylvester McCoy : Septième Docteur
- Bonnie Langford : Mel Bush
- Sophie Aldred : Ace (épisode 4)
- Toby Selby : Sabalom Glitz (épisode 4)
- Kate O'Mara : La Rani (épisode 1)

## Liste des épisodes
| N° de l'épisode | Part. | Titre original                       | Scénario          | Réalisation      | Première diffusion au Royaume-Uni                                      | Code | Audience (en millions) |
| --------------- | ----- | ------------------------------------ | ----------------- | ---------------- | ---------------------------------------------------------------------- | ---- | ---------------------- |
| 144             | 1     | Time and the Rani (4 épisodes)       | Pip et Jane Baker | Andrew Morgan    | 7 septembre 1987 14 septembre 1987 21 septembre 1987 28 septembre 1987 | 7D   | 5,1 4,2 4,3 4,9        |
| 145             | 2     | Paradise Towers (4 épisodes)         | Stephen Wyatt     | Nicholas Mallett | 5 octobre 1987 12 octobre 1987 19 octobre 1987 26 octobre 1987         | 7E   | 4,5 5,2 5              |
| 146             | 3     | Delta and the Bannermen (3 épisodes) | Malcolm Kohll     | Chris Clough     | 2 novembre 1987 9 novembre 1987 16 novembre 1987                       | 7F   | 5,3 5,1 5,4            |
| 147             | 4     | Dragonfire (3 épisodes)              | Ian Briggs        | Chris Clough     | 23 novembre 1987 30 novembre 1987 7 décembre 1987                      | 7G   | 5,5 5 4,7              |